# 케냐의 코로나19 범유행
다음은 케냐의 코로나19 범유행 현황에 대한 설명이다.
2020년 3월 나이로비와 카지도 카운티에서 처음 보고된 가운데 코로나19 범유행이 케냐에 상륙했다.

## 배경
세계보건기구(WHO)는 12일 2019년 12월 31일 처음 WHO의 주목을 받았던 중화인민공화국 후베이성 우한시의 한 집단에서 신종 코로나바이러스가 호흡기 질환의 원인임을 확인했다. 이 군단은 처음에 우한화난수산물도매시장과 연결되어 있었다. 그러나 실험실 확정 결과가 나온 그 첫 사례들 중 일부는 시장과 연관성이 없었고, 전염병의 근원은 알려져 있지 않다.
2003년 사스와 달리 COVID-19의 경우 치명률은 훨씬 낮았지만, 총 사망자 수가 상당할 정도로 감염 경로는 훨씬 더 컸다. COVID-19는 전형적으로 약 7일 정도의 독감과 유사한 증상을 보이며, 그 후 일부 사람들은 병원에 입원해야 하는 바이러스성 폐렴의 증상으로 발전한다. 3월 19일부터 COVID-19는 더 이상 "높은 결과 감염병"으로 분류되지 않았다.

## 정부 대응
케냐에서 코로나바이러스 환자가 3명으로 증가하자 케냐 정부는 3월 15일 모든 학교를 폐쇄하고 가능한 모든 공공 및 민간 부문 근로자들에게 집에서 일하도록 지시했다. 이후 비거주자의 출입을 막기 위해 여행 제한 조치가 내려졌다. 케냐 국민들과 주민들은 최소 14일간 자체 검역을 받아야 했다.
케냐 정부는 지난 3월 22일 8건의 추가 발생이 확인되어 전국적으로 16건의 감염이 확인됨에 따라 국내 코로나바이러스 확산을 줄이기 위한 추가 조치와 지침을 도입했다. 이러한 조치에는 화물 항공편을 제외하고 3월 25일 자정부터 효력을 발휘하는 모든 국제 항공편의 운항이 중단되었다(국내에 입국하는 모든 사람은 정부 시설에서 검역을 받아야 한다). 정부는 또 고위공직자 등 검역조치 위반이 확인된 사람은 본인 부담으로 강제 격리하도록 규정했다. 모든 술집은 3월 22일부터 문을 닫을 예정이었고, 식당들은 테이크아웃 서비스만을 위해 문을 열 수 있었다. 모든 공공 서비스 차량(즉, 마타투 및 버스)은 앞서 3월 20일에 규정한 승객 댄싱 지침을 준수해야 했다. 또한 교회, 모스크, 장례식 등의 모든 공개모임은 15명 이내로 제한되었고, 결혼식은 금지되었다.

## 영향
여행 제한으로 케냐의 중요한 호텔, 관광, 화훼 산업이 줄어들었다. 선진국의 시민들과 대조적으로, 일부 케냐인들은 그들의 도시 직업에서 시골의 노동으로 음식을 바꾸는 능력을 가지고 있다.

## 같이 보기
- 아프리카의 코로나19 범유행
- 나라별 코로나19 범유행